# Gmina Zduńska Wola
Gmina Zduńska Wola là một gmina nông thôn (khu hành chính) ở quận Zduńska Wola, Łódź Voivodeship, ở miền trung Ba Lan.  Khu vực hành chính của nó là thị trấn Zduńska Wola, mặc dù thị trấn không phải là một phần của lãnh thổ của gmina.
Gmina có diện tích 111,54 kilômét vuông (43,1 dặm vuông Anh) và tính đến năm 2006, tổng dân số của nó là 11.256 người.
Gmina gồm một phần của khu vực được bảo vệ gọi là Công viên Cảnh quan Warta-Widawka.

## Làng
Gmina Zdunska Wola bao gồm các làng và các khu định cư như Andrzejów, Annopole Nowe, Annopole Stare, Beniaminów, Biały Lug, Czechy, Dionizów, Gajewniki, Gajewniki-Kolonia, Henryków, Izabelów, Izabelów Maly, Janiszewice, Karolew, Karsznice, Kęszyce, Kłady, Korczew, Krobanów, Krobanówek, Laskowiec, Maciejów, Michałów, Mostki, Nowe Rębieskie, Ochraniew, Ogrodzisko, Opiesin, Ostrówek, Piaski, Polków, Poręby, Pratków, Rębieskie, Rębieskie-Kolonia, Suchoczasy, Tymienice, Wiktorów, Wojsławice, Wolka Wojsławska, Wymysłów, Zamłynie và Zborowskie.

## Gminas lân cận
Gmina Zduńska Wola giáp với các gmina khác như Łask, Sędziejowice, Sieradz, Szadek, Warta và Zapolice.